# グアテマラの軍事

グアテマラ軍

グアテマラ軍（グアテマラぐん）は、グアテマラの国軍である。
グアテマラ陸軍 (Ejercito Nacional de Guatemala, ENG)、グアテマラ海軍 (Marina de la Defensa Nacional)、グアテマラ空軍 (Fuerza Aerea Guatemalteca, FAG)を保有しグアテマラシティに拠点を持つ。

## 背景
1954年の親米独裁政権の誕生以降1996年まで政権を事実上牛耳り、それに抵抗するゲリラ勢力とのグアテマラ内戦中に起こした拷問・虐殺などで20万人もの死者・行方不明者を出したが、内戦終結後、2000年代になって軍内部の虐殺指導者らは次々と逮捕されている。
内戦時代よりグアテマラ軍を支援をしたのはアメリカ合衆国やイスラエルであり、他にも台湾（中華民国）やスペインといった西側諸国も支援に参加していた。
また、グアテマラ陸軍はジャングル戦に特化した特殊部隊「カイビレス(Kaibiles)」を保有している。この部隊は「退却するものは殺せ」という過激なスローガンで知られ、内戦時に発生したドスエレスの虐殺の当事者ら(後に逮捕される)が所属していた他、近年では麻薬戦争やコンゴ民主共和国における国際連合平和維持軍の任務に参加している。

## グアテマラ陸軍
15550人が所属している。

### 装備
小火器
- IMIガリル
- IMI タボールAR21
- M16自動小銃
- AKM
- ブローニング・ハイパワー
- SIG SAUER P226
- UZI
- FN MAG
- M72 LAW

他多数
軍用車輌、装甲戦闘車両

米国人インストラクターから訓練を受けるグアテマラ軍の兵士

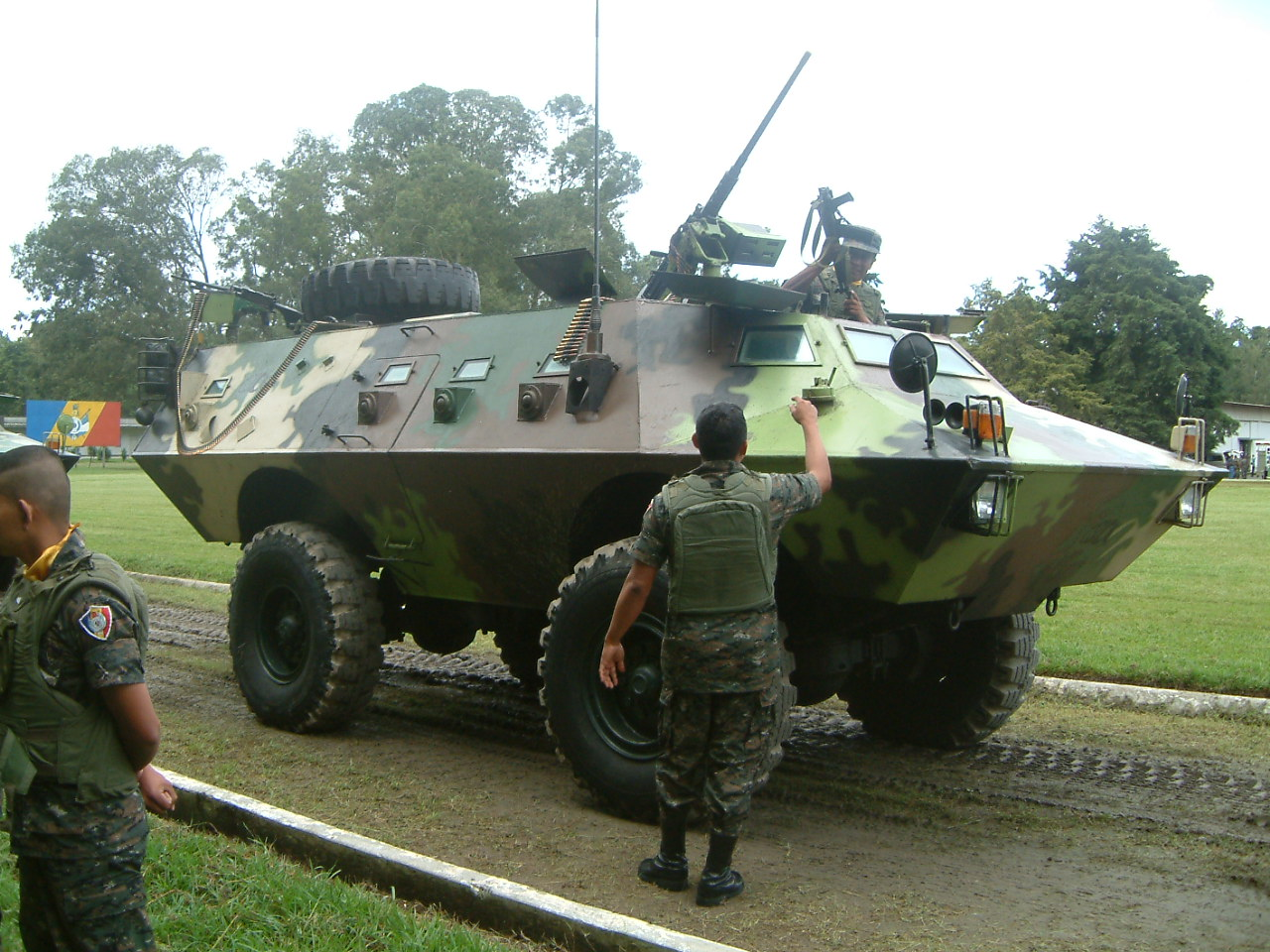
アルマジロAPC

- M113装甲車×10両（さらに5両が保管中）[1]
- V100 コマンドウ装甲車×7両[1]
- アルマジロ装甲車×22両[1]
- ダッジ M37トラック

火砲
- M56榴弾砲×56門[1]
- M101 105mm榴弾砲×12門[1]
- M102 105mm榴弾砲×8門[1]
- M1 81mm迫撃砲×55門[1]
- M30 107mm迫撃砲×12門（保管中）[1]
- RCIA 120mm迫撃砲×18門[1]
- M55 20mm対空機関砲×16基[1]
- GAI-D01 20mm対空機関砲×16基[1]

退役済み
- M41A3軽戦車[2]
- M-8装甲車[2]
- RBY MK1装甲車[2]
- M116 76mm榴弾砲[2]

## グアテマラ海軍
1500人が所属している。船舶だけでなく海兵隊も保有する。
- グアテマラ海軍艦艇一覧

## グアテマラ空軍
- グアテマラ空軍を参照。